# Kopîstîn
Kopîstîn (în ucraineană Копистин) este localitatea de reședință a comunei Kopîstîn din raionul Hmelnîțkîi, regiunea Hmelnîțkîi, Ucraina.

## Demografie
Componența lingvistică a localității Kopîstîn
     Ucraineană (97,95%)
     Rusă (1,89%)
     Alte limbi (0,16%)
Conform recensământului din 2001, majoritatea populației localității Kopîstîn era vorbitoare de ucraineană (97,95%), existând în minoritate și vorbitori de rusă (1,89%).